# Рио де ла Плата (естуар)
Рио де ла Плата (шп. Río de la Plata) је највећи естуар на свету који настаје спајањем ушћа река Парана и Уругвај у Атлантски океан. Рио де ла Плата представља границу између Аргентине и Уругваја.
Површина естуара износи 35.000 km², дужина 320 km, а ширина од 80 до 220 km. Естуар Рио де ла Плате је релативно плитак, дубок само између 2 и 8 метара, што објашњава велику количину материјала који наносе обе реке.
Површина слива естуара Рио де ла Плата износи око 3.200.000 km².
Први Европљанин који је стигао до естуара Рио де ла Плата био је Хуан Дијаз де Солис, 1515—1516. године, али му је је име дао Магелан 1519. године.
На естуару Рио де ла Плата леже следећи градови:
- Буенос Ајрес
- Монтевидео
- Ла Плата